# Vislanda kyrka
Vislanda kyrka är en kyrkobyggnad i Vislanda i Växjö stift. Den är församlingskyrka i Vislanda-Blädinge församling. Prästgården ritades av Paul Boberg.

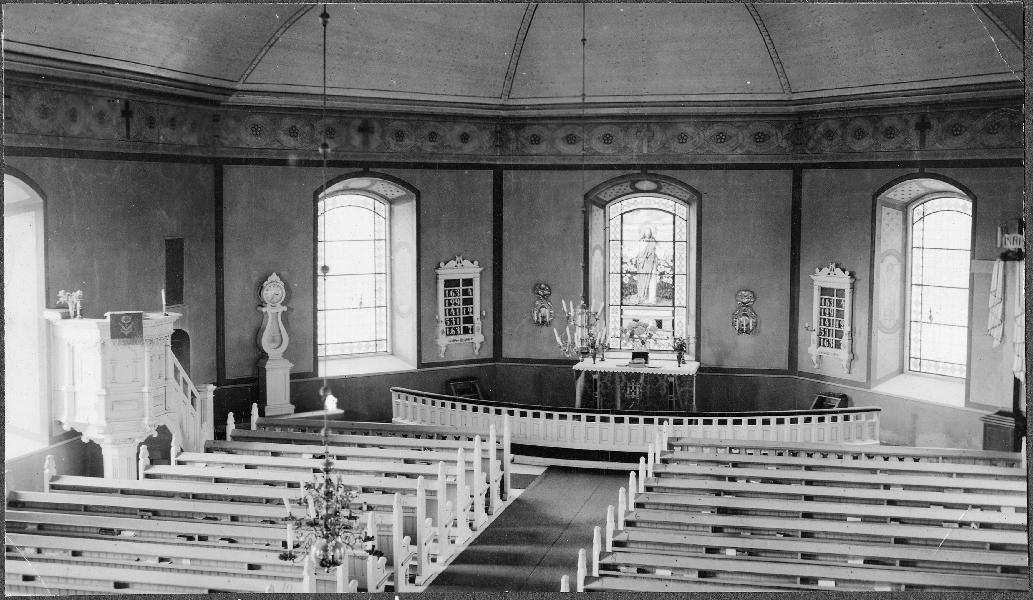
Interiör

## Kyrkobyggnaden
Vislanda kyrka är en salkyrka med torn, stora fönster och sadeltak. Långhuset avslutas med ett tresidigt kor. På evangeliesidan (vänster sida) nära koret ansluter en sidobyggnad med sakristia.

## Historik
Av en medeltida träkyrka återstår enbart en ödekyrkogård. När nuvarande kyrkobyggnad i sten med torn och tresidigt kor uppfördes 1793-1794 valde man att placera den på en annan plats. Från träkyrkan har dock bevarats en predikstol från 1600-talet.

## Vislandamusik med koppling till kyrkan
Folkmusikgruppen Sågskära framför ett bröllopsceremonistycke från Vislanda på CD-skivan Krook!. Musikstycket är hämtat ur Peter Wieselgrens samling och mycket ålderdomligt och pampigt till sin karaktär. Några av de instrument som utmärker just småländsk folkmusik är skalmeja och Värendstrumma, dessa används i Sågskäras inspelning från 1997.

## Inventarier
- Predikstol från 1600-talets förra del.
- En kororgel från 1988 tillverkad av Västbo Orgelbyggeri.
- Korfönster med glasmålning från 1902.
- Altartavla av Erik Abrahamson, flyttad till södra väggen 1963.

## Orglar
- 1813 Pehr Schiörlin, Linköping, byggde en mekanisk piporgel med tolv orgelstämmor, varav fyra halva. Ljudande fasadpipor: i turellerna och sidofälten Principal 4’, i mittfältet Principal 8’. Klaviaturomfång: manual C - f³, bihangspedal C - a°.

### Ursprunglig disposition
| Manual                    | Pedal   |
| Principal 8', D (fasad)   | bihängd |
| Gedacht 8’                |         |
| Quintadena 8'             |         |
| Principal 4', B/D (fasad) |         |
| Gamba 4’, B               |         |
| Openfleut 8’, D           |         |
| Gedachtfleut 4'           |         |
| Quinta 3' (eg. 2 2/3')    |         |
| Octava 2'                 |         |
| Mixtur III chor           |         |
| Trompet 8'                |         |
| Vox humana 8', D          |         |

- 1885: Ombyggnad utförd av Carl Johannes Carlsson, Virestad. Han avlägsnade Quintadena  8’, Gamba 4’ B, Openfleut 8’ D, Mixtur III och Vox humana 8’ D och satte i stället in tre nya stämmor: Salicional 8’, Gamba 8’ och Borduna 16’; den sistnämnda skapades troligen av den gamla Quintadenan. Principal 8’ D kompletterades med baspipor till en genomgående stämma. Orgeln försågs även med ny klaviatur, nya kubbälgar och nya spelventiler.
- 1937: Ombyggnad utförd av Mårtenssons orgelfabrik. Med undantag för Trumpet 8’ bibehölls de gamla stämmorna i manualen, men den ursprungliga väderlådan byttes ut mot en rooseveltlåda med pneumatisk traktur och registratur. En självständig pedal och en andramanual byggdes till, även de pneumatiska. Orgeln fick därmed sexton stämmor.
- 1951: Omdisponering utförd av Troels Krohn vid Frederiksborg Orgelbyggeri, som bland annat anslöt fasadprincipalen till väderlådan och satte in en femkorig mixtur i första manualen och en cymbel i andra.
- 1976-1977: Ombyggnad utförd av Johannes Künkel, Lund. Orgeln fick mekanisk traktur och elektrisk registratur. Den ursprungliga väderlådan sattes åter in, men försågs med nya slejfer och dammar med mera av modern typ. Trumpet 8’ sattes tillbaka med nya metalltuber. För pedalverket och andra manualverket tillverkades nya slejflådor. Orgeln fick fristående spelbord. Omfång: manualer C – f³, pedal C – f¹. Spelbordet från 1885 bevarat på ursprunglig plats i fasaden. Fasaden är från 1813 års orgel.

### Nuvarande disposition
| Huvudverk I                              | Svällverk II                     | Pedal             | Koppel                  |  |
| Principal 8', D (fasad)                  | Gedacht 8' (1977)                | Subbas 16' (1937) | II/I                    |  |
| Gedackt 8'                               | Viola di Gamba 8' (1977)         | Octava 8’ (1977)  | 16’ II/I                |  |
| Quintadena 8’ (1977)                     | Flagfleut 4’ (1977)              | Octava 4' (1977)  | I/P                     |  |
| Salicional 8’ (1885)                     | Spetsfleut 2’ (1977)             | Basun 16’ (1977)  | II/P                    |  |
| Principal 4' (fasad)                     | Scharf II chor, 2/3’ + ½’ (1977) |                   |                         |  |
| Gedacktfleut 4'                          | Vox humana 8' (1977)             |                   |                         |  |
| Quinta 3' (eg. 2 2/3’)                   | Tremulant (1977)                 |                   |                         |  |
| Octava 2'                                |                                  |                   |                         |  |
| Mixtur III chor, 1’ + 4/5’ + 2/3' (1977) |                                  |                   | 1 fri kombination       |  |
| Trumpet 8’                               | Crescendosvällare (1977)         |                   | Fast kombination: Tutti |  |

### Kororgel
Kororgeln är byggd 1988 av Västbo Orgelbyggeri, Långaryd och är en mekanisk orgel.
| Manual        | Pedal      | Koppel  |
| Gedackt 8'    | Subbas 16' | Man/Ped |
| Salicional 8' |            |         |
| Principal 4'  |            |         |
| Rörflöjt 4'   |            |         |
| Oktava 2'     |            |         |
| Nasat 1 1/3'  |            |         |

## Andra byggnader
Invid kyrkan finns ett kyrkstall.